# Къзълджъкдере
Къзълджъкдере или Къзълджъккилисе (на турски: Kızılcıkdere) е село в Източна Тракия, Турция, околия Лозенград, вилает Лозенград.

## География
Селото се намира на 9 километра югоизточно от Лозенград (Къркларели).

## История
В XIX век Къзълджъкдере е българско село в Лозенградска кааза на Одринския вилает на Османската империя. Според „Етнография на вилаетите Адрианопол, Монастир и Салоника“, издадена в Константинопол в 1878 година и отразяваща статистиката на населението от 1873 година, Къзълджък килисе (Kizildjik-kilisse) има 290 домакинства и 1400 българи.